# Hněvčeves
Hněvčeves (německy Hniewtschowes) je obec v okrese Hradec Králové v Královéhradeckém kraji. Žije v ní 179 obyvatel.

## Historie

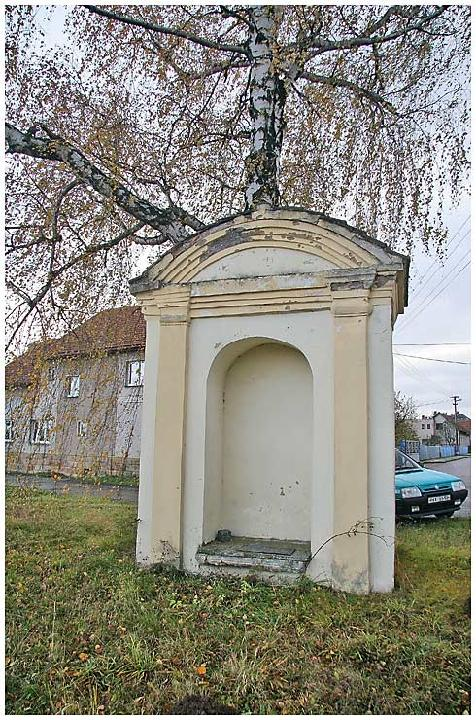
Výklenková kaple v Hněvčevsi

První písemná zmínka o vesnici pochází z roku 1369, kdy byla majetkem Zdislava z Hněvčevsi. Jeho rodina vesnici vlastnila až do konce 15. století. Poslední majitelem z ní byl od roku 1479 Mladota z Hněvčevsi.

## Přírodní poměry
Hněvčeves stojí ve Východolabské tabuli. Podél východní hranice jejího katastrálního území protéká řeka Bystřice, jejíž tok zde je součástí přírodní památky Bystřice.
Sousední obce jsou Cerekvice nad Bystřicí a Třebovětice na severu, Želkovice a Vrchovnice na severovýchodě, Benátky na východě, Čistěves na jihu, Sovětice a Dohalice na jihozápadě, Horní Černůtky na západě a Dolní Černůtky na severozápadě.

## Obyvatelstvo
| Rok            | 1869 | 1880 | 1890 | 1900 | 1910 | 1921 | 1930 | 1950 | 1961 | 1970 | 1980 | 1991 | 2001 | 2011 | 2021 |
| -------------- | ---- | ---- | ---- | ---- | ---- | ---- | ---- | ---- | ---- | ---- | ---- | ---- | ---- | ---- | ---- |
| Počet obyvatel | 395  | 417  | 425  | 340  | 336  | 314  | 254  | 211  | 203  | 199  | 175  | 174  | 171  | 170  | 161  |
| Počet domů     | 53   | 54   | 55   | 56   | 57   | 56   | 59   | 60   | 58   | 55   | 52   | 61   | 65   | 65   | 66   |

## Obecní symboly
Znak a vlajka byly obci uděleny rozhodnutím předsedy Poslanecké sněmovny Parlamentu České republiky dne 9. prosince 2002.

## Doprava
Východně od vesnice stojí železniční stanice Hněvčeves, ve které se k trati Hradec Králové – Turnov připojuje železniční trať Hněvčeves–Smiřice. Ta je od roku 2003 bez pravidelné osobní dopravy. Do vesnice vedou silnice III. třídy.

## Pamětihodnosti
- Barokní kostel svatého Jiří
- Výklenková kaple u silnice do Cerekvice nad Bystřicí
- Kamenný kříž na křižovatce
- Barokní fara
- 400 let stará lípa

## Osobnosti
- Jan Podlipný (1848–1914), primátor hlavního města Prahy
- Jan Křtitel Vaňhal se stal v roce 1759 varhaníkem v kostele a učitelem na církevní škole
- Josef Antonín Janiš (1749–1821) byl děkanem v Hněvčevsi. Získal věhlas jako včelí výzkumník a objevitel partenogeneze u včel.